# Mark Bruintjes
Mark Benjamin Bruintjes (Zwolle, 24 juni 1996) is een Nederlands voetballer die uitkomt voor Harkemase Boys.

## Carrière
Op 14 februari 2016 debuteerde hij voor de Zwolse club in de thuiswedstrijd tegen Feyenoord. Nadat zijn contract niet werd verlengd in 2018, verkaste hij naar Derde divisionist Harkemase Boys.

### Carrièrestatistieken
| Seizoen                     | Club            | Land            | Competitie      | Competitie | Competitie | Beker | Beker | Internationaal | Internationaal | Overig | Overig | Totaal | Totaal |
| Seizoen                     | Club            | Land            | Competitie      | Wed.       | Dlp.       | Wed.  | Dlp.  | Wed.           | Dlp.           | Wed.   | Dlp.   | Wed.   | Dlp.   |
| --------------------------- | --------------- | --------------- | --------------- | ---------- | ---------- | ----- | ----- | -------------- | -------------- | ------ | ------ | ------ | ------ |
| 2015/16                     | PEC Zwolle      | Nederland       | Eredivisie      | 1          | 0          | 0     | 0     | 0              | 0              | 0      | 0      | 1      | 0      |
| 2016/17                     | PEC Zwolle      | Nederland       | Eredivisie      | 0          | 0          | 0     | 0     | 0              | 0              | 0      | 0      | 0      | 0      |
| 2017/18                     | PEC Zwolle      | Nederland       | Eredivisie      | 1          | 0          | 0     | 0     | 0              | 0              | 0      | 0      | 1      | 0      |
| 2018/19                     | Harkemase Boys  | Nederland       | Derde divisie   | 0          | 0          | 0     | 0     | 0              | 0              | 0      | 0      | 0      | 0      |
| Carrière totaal             | Carrière totaal | Carrière totaal | Carrière totaal | 2          | 0          | 0     | 0     | 0              | 0              | 0      | 0      | 2      | 0      |
| Bijgewerkt tot 15 juni 2018 |                 |                 |                 |            |            |       |       |                |                |        |        |        |        |